# Justicia ramamurthyi
Justicia ramamurthyi är en akantusväxtart som beskrevs av Saravanam Karthikeyan och Moorthy. Justicia ramamurthyi ingår i släktet Justicia och familjen akantusväxter. Inga underarter finns listade i Catalogue of Life.